# Tomasz Hajto
Tomasz Nikodem Hajto ps. „Gianni” (ur. 16 października 1972 w Makowie Podhalańskim) – polski piłkarz i trener piłkarski. W latach 1996–2005 reprezentant Polski. Uczestnik Mistrzostw Świata 2002. Członek Klubu Wybitnego Reprezentanta. Obecnie komentator sportowy oraz ekspert piłkarski.

## Kariera piłkarska

### Klubowa
Hajto piłkarską karierę zaczynał w MKS Halniak Maków Podhalański. Następnie grał w Góralu Żywiec. Od 1991 kolejne dwa i pół sezonu grał w Hutniku Kraków. W sezonie 1993/94 przeszedł do Górnika Zabrze, gdzie występował przez cztery lata. Kolejną drużyną którą Hajto reprezentował był zespół z Niemiec – MSV Duisburg, gdzie trafił w 1997 r., podpisując kontrakt o wartości 650 tys. marek. Godny uwagi jest start Hajty w niemieckim klubie – na 9 pierwszych meczów aż w 5 trafiał do „11 kolejki” wg niemieckiego magazynu Kicker. Po trzech sezonach stał się piłkarzem Schalke Gelsenkirchen, gdzie w dwóch pierwszych latach z klubem zdobył Puchar Niemiec. Zdobył też tytuł wicemistrza Niemiec oraz tytuł najlepszego piłkarza Schalke w Lidze Mistrzów. Wraz z Tomaszem Wałdochem stworzyli jedną z najlepszych formacji obronnych w Bundeslidze.
W maju 2004 przeszedł do 1. FC Nürnberg. Z Norymbergi odszedł po roku. Powodem był m.in. konflikt z trenerem Wolfgangiem Wolfem. Wolf stracił zaufanie do Polaka po tym, gdy ten skrytykował trenera. Prasa doniosła także o trzymanej w tajemnicy przed szkoleniowcem wizycie piłkarza na testach w Glasgow. Plotka okazała się nieprawdziwa, ale rozpoczęła poważny konflikt.
Po odejściu z Norymbergi, Hajto udanie zaprezentował się na testach w angielskim spadkowiczu z Premier League – Southampton i został w lipcu 2005 pozyskany za darmo przez ten klub. Początkowo, gdy trenerem drużyny był Harry Redknapp, był podstawowym graczem. Później jednak trenerem został George Burley i piłkarz stracił miejsce w składzie. Po pół roku przeniósł się na zasadzie wolnego transferu do Derby County. Z klubem tym podpisał kontrakt w styczniu 2006.

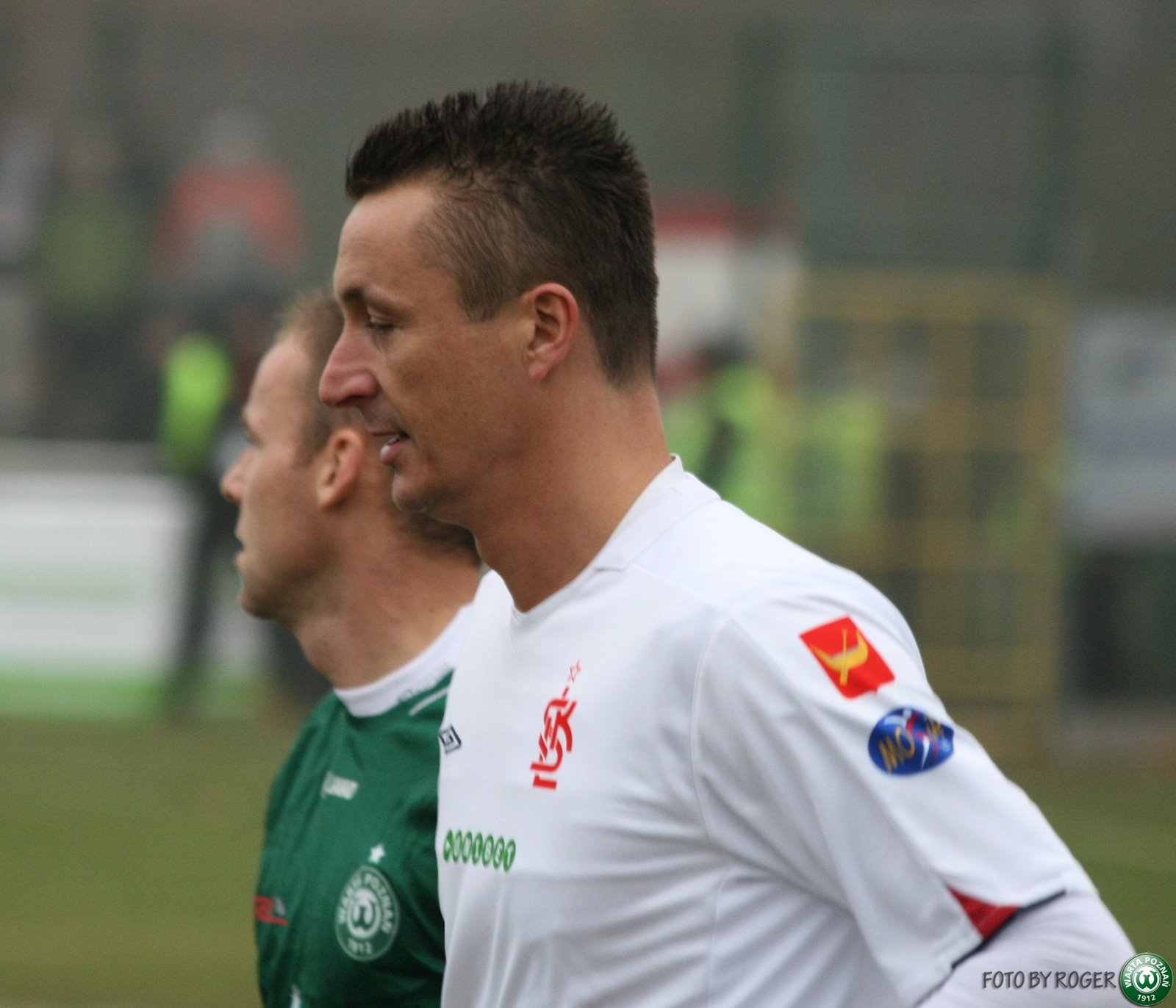
Tomasz Hajto podczas spotkania Warta Poznań - ŁKS Łódź (2009)

W lipcu 2006 powrócił do Polski i podpisał kontrakt z klubem Orange Ekstraklasy ŁKS Łódź jako piłkarz i menedżer. Jako działacz ŁKS-u sprowadził do klubu swojego przyjaciela Tomasza Kłosa. Duet Hajto – Kłos, sprawdzony wiele razy w reprezentacji Polski, miał stanowić silną formację obronną drużyny, jednak niepewna sytuacja finansowa ŁKS skłoniła Hajtę do odejścia.
1 lipca 2007 roku piłkarz podpisał 2-letni kontrakt z Górnikiem Zabrze. 22 marca 2008 strzelił Polonii Bytom bramkę z odległości 60 metrów. Gol ten opisywany był w prasie jako niesamowity, nieprawdopodobny i genialny. Hajto odszedł z Górnika w grudniu 2008.
W lutym 2009 Hajto wrócił do ŁKS.
W 2010 jako piłkarz ŁKS Łódź przerwał piłkarską karierę, jednak nie zakończył jej oficjalnie. W rundzie wiosennej sezonu 2010/2011 występował w okręgowej drużynie LUKS Gomunice wraz z synem Mateuszem Hajto. Mateusz regularnie grał w meczach (remis z RKS Radomsko 3:3), lecz Tomasz nie pojawiał się w klubie.
W 2020 ukazała się jego autobiografia Tomasz Hajto. Ostatnie rozdanie. Autobiografia, wydana nakładem wydawnictwa SQN.

### Kariera reprezentacyjna
Tomasz Hajto zaczynał karierę reprezentacyjną w kadrze Antoniego Piechniczka. W drużynie narodowej zadebiutował 27 sierpnia 1996 w spotkaniu przeciwko Cyprowi (2:2). Był uczestnikiem finałów Mundialu w Korei i Japonii w 2002, gdzie zagrał w meczach przeciwko Korei oraz Portugalii. Należy do Klubu Wybitnego Reprezentanta Polski. W reprezentacji rozegrał 62 mecze i zdobył 6 bramek. Za jego najlepszy występ w kadrze uchodzi mecz z Rosją w 1998 (2 gole i asysta). Z reprezentacyjnej kariery zrezygnował na własne życzenie.

### Kariera trenerska

#### LUKS Gomunice
W 2011 Tomasz Hajto pełnił funkcję grającego trenera LUKS Gomunice (Klasa A), z którym awansował do piotrkowskiej klasy okręgowej (Klasa okręgowa 2011/2012, grupa: Piotrków Trybunalski).

#### Jagiellonia Białystok
5 stycznia 2012 oficjalna strona internetowa Jagiellonii Białystok podała, że zespół do rundy wiosennej przygotują Dariusz Dźwigała i Tomasz Hajto. Decyzja odnośnie do tego, kto obejmie funkcję stałego szkoleniowca Jagiellonii zapadła w lutym, ponieważ Komisja ds. Kształcenia i Licencjonowania Trenerów Piłki Nożnej pod przewodnictwem Wojciecha Łazarka 5 stycznia 2012 nie wyraziła zgody, aby Hajto mógł pełnić funkcję trenera drużyny w Ekstraklasie z powodu braku uprawnień. Komisja warunkowo przyznała mu licencję UEFA A, uprawniającą do prowadzenia klubów II ligi, Młodej Ekstraklasy i niższych klas rozgrywkowych. Licencja ta była ważna do 31 grudnia 2012.
9 lutego 2012 Polsat Sport News podał informację, że Tomasz Hajto zdał wszystkie egzaminy i obronił pracę dyplomową na licencję UEFA A. Uzyskał tym samym pozwolenie na prowadzenie drużyn w meczach II ligi.
Kolejne posiedzenie Komisji ds. Kształcenia i Licencjonowania Trenerów Piłki Nożnej w sprawie Hajty odbyło się 10 lutego 2012. Komisja warunkowo przyznała Tomaszowi Hajcie licencję PZPN PRO, która upoważniała go do prowadzenia drużyn z najwyższych klas rozgrywkowych w Polsce. W związku z tym od 10 lutego 2012 do 30 czerwca 2013 roku Hajto oficjalnie sprawował funkcję pierwszego trenera Jagiellonii Białystok.
Po niezbyt udanym sezonie 2012/13, gdzie Jagiellonia zajęła 10. miejsce w tabeli T-Mobile Ekstraklasy, klub zdecydował o nie przedłużaniu ze szkoleniowcem wygasającego kontraktu.

#### GKS Tychy
Od 2014 do 2015 był trenerem pierwszoligowego GKS Tychy, z którego po spadku do II ligi został zwolniony.

## Kariera komentatorska
Po zakończeniu kariery często występuje w roli eksperta, komentatora i reportera Polsatu, Polsatu Sport i Polsatu Sport Extra. Był także komentatorem meczów Bundesligi w Eurosporcie 2. Należał do polsatowskiej ekipy relacjonującej Euro 2008 oraz Euro 2016.
Jest też jednym z ekspertów firmy bukmacherskiej Etoto, angażującym się w jej działania reklamowe i marketingowe.

## Statystyki

### Klubowe
| Klub               | Sezon              | Liga               | Liga  | Liga   | Puchar kraju | Puchar kraju | Europa | Europa | Puchar Ligi | Puchar Ligi | Suma  | Suma   |
| Klub               | Sezon              | Liga               | Mecze | Bramki | Mecze        | Bramki       | Mecze  | Bramki | Mecze       | Bramki      | Mecze | Bramki |
| ------------------ | ------------------ | ------------------ | ----- | ------ | ------------ | ------------ | ------ | ------ | ----------- | ----------- | ----- | ------ |
| Hutnik Kraków      | 1990/1991          | Ekstraklasa        | 1     | 0      |              |              | –      | –      | –           | –           | 1     | 0      |
| Hutnik Kraków      | 1991/1992          | Ekstraklasa        | 4     | 0      |              |              | –      | –      | –           | –           | 4     | 0      |
| Hutnik Kraków      | 1992/1993          | Ekstraklasa        | 28    | 2      |              |              | –      | –      | –           | –           | 28    | 2      |
| Hutnik Kraków      | Ogólnie            | Ogólnie            | 33    | 2      |              |              | 0      | 0      | 0           | 0           | 33    | 2      |
| Górnik Zabrze      | 1993/1994          | Ekstraklasa        | 21    | 2      | 6            | 1            | –      | –      | –           | –           | 27    | 3      |
| Górnik Zabrze      | 1994/1995          | Ekstraklasa        | 30    | 1      | 1            | 0            | 1      | 0      | –           | –           | 32    | 1      |
| Górnik Zabrze      | 1995/1996          | Ekstraklasa        | 25    | 1      | 3            | 1            | 4      | 0      | –           | –           | 32    | 2      |
| Górnik Zabrze      | 1996/1997          | Ekstraklasa        | 29    | 4      | 1            | 0            | –      | –      | –           | –           | 30    | 4      |
| Górnik Zabrze      | Ogólnie            | Ogólnie            | 105   | 8      | 11           | 2            | 5      | 0      | 0           | 0           | 121   | 10     |
| MSV Duisburg       | 1997/1998          | Bundesliga         | 25    | 3      | 4            | 0            | –      | –      | –           | –           | 29    | 3      |
| MSV Duisburg       | 1998/1999          | Bundesliga         | 29    | 4      | 3            | 0            | 2      | 0      | –           | –           | 34    | 4      |
| MSV Duisburg       | 1999/2000          | Bundesliga         | 26    | 1      | 1            | 0            | 5      | 0      | –           | –           | 32    | 1      |
| MSV Duisburg       | Ogólnie            | Ogólnie            | 80    | 8      | 8            | 0            | 7      | 0      | 0           | 0           | 95    | 8      |
| FC Schalke 04      | 2000/2001          | Bundesliga         | 33    | 0      | 6            | 0            | –      | –      | –           | –           | 38    | 0      |
| FC Schalke 04      | 2001/2002          | Bundesliga         | 24    | 2      | 3            | 0            | 6      | 1      | 2           | 0           | 35    | 3      |
| FC Schalke 04      | 2002/2003          | Bundesliga         | 29    | 3      | 3            | 0            | 6      | 1      | 2           | 1           | 40    | 5      |
| FC Schalke 04      | 2003/2004          | Bundesliga         | 19    | 1      | 1            | 0            | 8      | 0      | –           | –           | 28    | 1      |
| FC Schalke 04      | Ogólnie            | Ogólnie            | 104   | 6      | 13           | 0            | 20     | 2      | 4           | 1           | 141   | 9      |
| 1. FC Nürnberg     | 2004/2005          | Bundesliga         | 17    | 0      | 1            | 0            | –      | –      | –           | –           | 18    | 0      |
| 1. FC Nürnberg     | Ogólnie            | Ogólnie            | 17    | 0      | 1            | 0            | 0      | 0      | 0           | 0           | 18    | 0      |
| Southampton FC     | 2005/2006          | Championship       | 20    | 0      | 0            | 0            | –      | –      | 1           | 0           | 21    | 0      |
| Southampton FC     | Ogólnie            | Ogólnie            | 20    | 0      | 0            | 0            | 0      | 0      | 1           | 0           | 21    | 0      |
| Derby County       | 2005/2006          | Championship       | 5     | 0      | 1            | 0            | –      | –      | 0           | 0           | 6     | 0      |
| Derby County       | Ogólnie            | Ogólnie            | 5     | 0      | 1            | 0            | 0      | 0      | 0           | 0           | 6     | 0      |
| ŁKS Łódź           | 2006/2007          | Ekstraklasa        | 27    | 1      | 2            | 0            | –      | –      | 2           | 0           | 31    | 1      |
| ŁKS Łódź           | 2008/2009          | Ekstraklasa        | 10    | 0      | 0            | 0            | –      | –      | –           | –           | 10    | 0      |
| ŁKS Łódź           | 2009/2010          | I liga             | 23    | 2      | 0            | 0            | –      | –      | –           | –           | 23    | 2      |
| ŁKS Łódź           | Ogólnie            | Ogólnie            | 60    | 3      | 2            | 0            | 0      | 0      | 2           | 0           | 64    | 3      |
| Górnik Zabrze      | 2007/2008          | Ekstraklasa        | 25    | 2      | 1            | 0            | –      | –      | 4           | 0           | 30    | 2      |
| Górnik Zabrze      | 2008/2009          | Ekstraklasa        | 13    | 0      | 2            | 0            | –      | –      | 3           | 0           | 18    | 0      |
| Górnik Zabrze      | Ogólnie            | Ogólnie            | 38    | 2      | 3            | 0            | 0      | 0      | 7           | 0           | 48    | 2      |
| Ogólnie w karierze | Ogólnie w karierze | Ogólnie w karierze | 462   | 29     | 39           | 2            | 32     | 2      | 14          | 1           | 547   | 34     |

### Trenerskie
| Klub                  | Miejsce | Sezon     | Me. | Zw. | Re. | Po. | % zwy. | Br+ | Br− | +/− | Pkt. |
| --------------------- | ------- | --------- | --- | --- | --- | --- | ------ | --- | --- | --- | ---- |
| Jagiellonia Białystok | 10      | 2011/2012 | 13  | 5   | 2   | 6   | 38,4   | 15  | 18  | -3  | 17   |
| –                     | 10      | 2012/2013 | 30  | 8   | 13  | 9   | 26,6   | 31  | 45  | -14 | 37   |
| GKS Tychy             | 16      | 2014/2015 | 15  | 3   | 4   | 8   | 20,0   | 14  | 25  | -11 | 13   |
| –                     | –       | –         | 58  | 16  | 19  | 23  | 27,5   | 60  | 88  | -28 | 67   |

Tabela uwzględnia tylko mecze ligowe.

## Kariera freak fight
12 lipca 2023 podczas trwającej konferencji prasowej promującej pierwszą galę nowopowstałej federacji typu freak fight – Clout MMA, ogłoszono, że Hajto zawalczy w formule MMA z siatkarzem Zbigniewem Bartmanem. Do pojedynku doszło 5 sierpnia w warszawskiej Hali Torwar. Przegrał w drugiej rundzie przez technikę poddanie, po tym jak jego rywal zacisnął mu duszenia zza pleców, w wyniku czego Hajto odklepał i sędzia przerwał to starcie.
29 grudnia 2023 podczas wydarzenia Clout MMA 3: Santa Clout zawalczył z formule kick-bokserskiej na zasadach K-1, gdzie zmierzył się w pojedynku z Jakubem Wawrzyniakiem. Ponownie uległ rywalowi w drugiej odsłonie rundowej, jednak tym razem przez techniczny nokaut.
MMA
| Wynik     | Bilans | Przeciwnik (bilans przed walką) | Rozstrzygnięcie                | Runda | Czas | Wydarzenie                      | Data       | Miejsce  | Uwagi                        |
| --------- | ------ | ------------------------------- | ------------------------------ | ----- | ---- | ------------------------------- | ---------- | -------- | ---------------------------- |
| Przegrana | 0-1    | Zbigniew Bartman (0-0)          | Poddanie (duszenie zza pleców) | 2     | 0:34 | Clout MMA 1: Fonfara vs. Najman | 05.08.2023 | Warszawa | Debiut w MMA. Co-Main Event. |

Kick-boxing
| Wynik     | Bilans | Przeciwnik (bilans przed walką) | Rozstrzygnięcie                          | Runda | Czas | Wydarzenie               | Data       | Miejsce  | Uwagi                                              |
| --------- | ------ | ------------------------------- | ---------------------------------------- | ----- | ---- | ------------------------ | ---------- | -------- | -------------------------------------------------- |
| Przegrana | 0-1    | Jakub Wawrzyniak (0-0)          | TKO (niezdolność do kontynuowania walki) | 2     | N/A  | Clout MMA 3: Santa Clout | 29.12.2023 | Warszawa | Debiut w kick-boxingu na zasadach K-1. Main Event. |

## Życie prywatne
Jego żoną była lekkoatletka Renata Sosin.

## Działalność społeczna
Jest jednym z aktywistów kampanii Wykopmy Rasizm ze stadionów prowadzonej przez Stowarzyszenie Nigdy Więcej.

## Konflikty z prawem
W 2004 został przez sąd w Essen prawomocnie skazany na 43,5 tys. euro grzywny za nielegalny handel papierosami.
W 2007 potrącił śmiertelnie na przejściu dla pieszych starszą kobietę, za co został skazany na karę dwóch lat więzienia w zawieszeniu na cztery lata oraz 7000 zł grzywny i zakaz prowadzenia samochodu przez rok.

## Autobiografia
W 2020 roku została wydana autobiografia Tomasz Hajto. Ostatnie rozdanie.